# Thisted

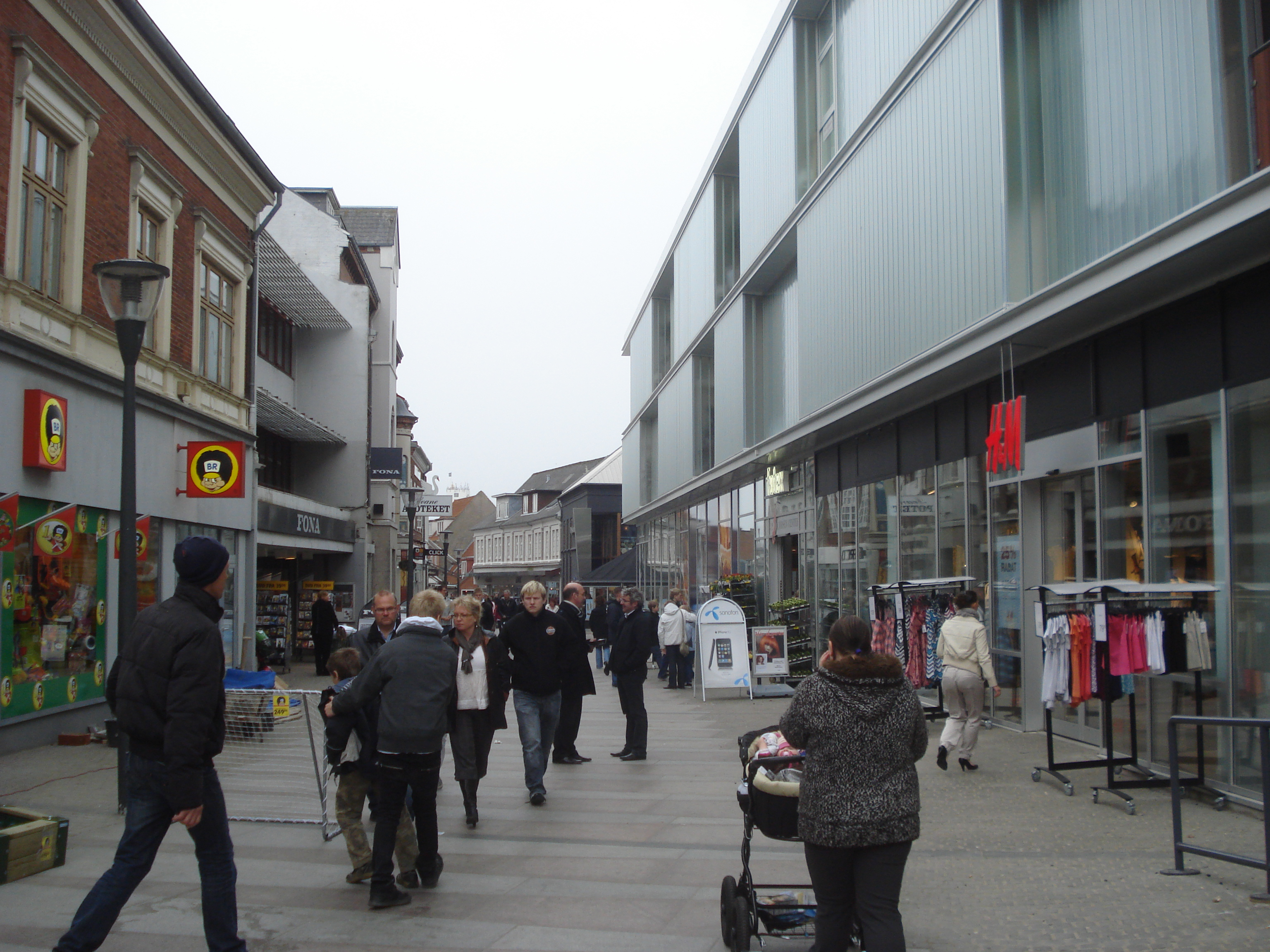
Đường phố ở Thisted

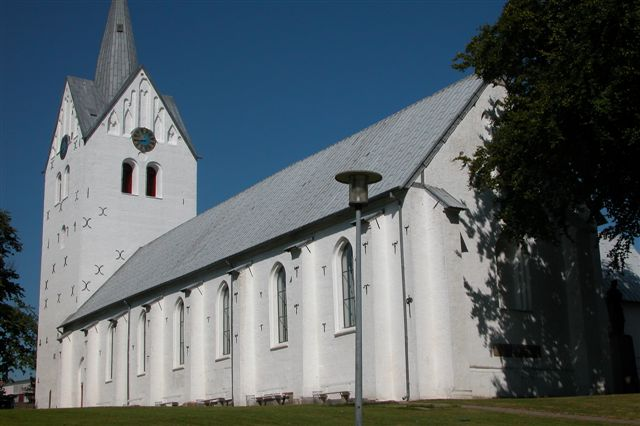
Nhà thờ chính ởThisted

Huy hiệu

Thisted là một thị xã ở khu tự quản Thisted của vùng Nordjylland, ở Đan Mạch. Thị xã có dân số là 13.079 (ngày 01 tháng 1 năm 2014) và nằm trong Thy, tây bắc Jutland. Đây là một trong các địa danh du lịch nổi tiếng của Đan Mạch.
Tên thị xã xuất phát từ vị thần Đức Tyr và có thể được dịch là Stead của Tyr.
Tư cách thị trấn đã được trao cho Thisted trong năm 1500.
Trong cuộc nổi loạn Jutland nông dân của năm 1441, Christopher của Bavaria, vua Đan Mạch, tiếp cận các trại nổi loạn ở Husby Hole gần đồi St Jorgen ở miền Bắc Jutland và gửi khẩu dụ rằng bất cứ ai rời trại và đi về nhà sẽ không bị trừng phạt cho sự nổi loạn. Những người từ Thisted cũng như những người của Mors đã rời đi, vì vậy sau đó họ được gọi là những kẻ hèn nhát và phản bội.